# Kaliningrader Bernsteinkombinat
Kaliningrader Bernsteinkombinat (russisch Калининградский янтарный комбинат Kaliningradski jantarny kombinat) oder auch Kaliningrader Bernsteinkombinat Jantarny  ist die gängige Bezeichnung für das nach dem Zweiten Weltkrieg gegründete staatliche Unternehmen zur Bernsteinförderung und Bernsteinverarbeitung in der Oblast Kaliningrad und seine Rechtsnachfolger.

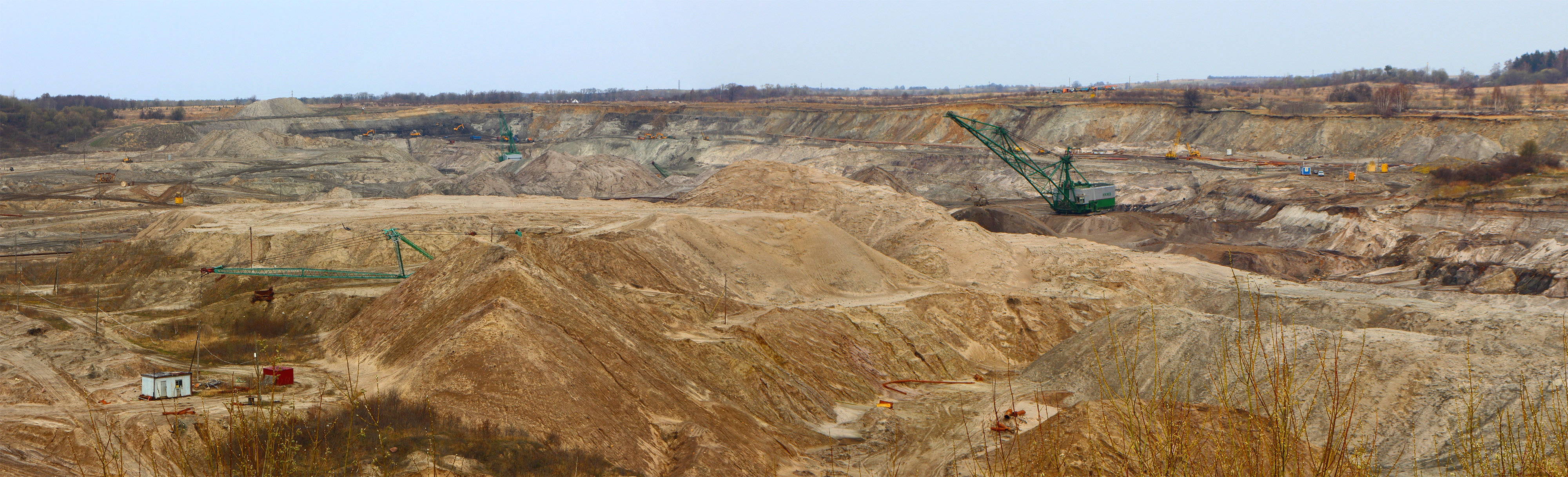
Bernsteinförderung: Tagebau Primorskoje bei Jantarny

## Unternehmensform und Produktionsstätten
Das Kaliningrader Bernsteinkombinat setzt zwar in weiten Teilen die Tradition des Bernsteinabbaus und  der Bernsteinverarbeitung der gegen Ende des Zweiten Weltkrieges untergegangenen Staatlichen Bernstein-Manufaktur Königsberg fort, ist aber nicht Rechtsnachfolger der alten Manufaktur.
Mit der Eingliederung des nördlichen Teils Ostpreußens in die damalige Sowjetunion nach Ende des Zweiten Weltkrieges wurden Produktionsmittel und somit auch das Betriebsgelände, die Gebäude und der Maschinenpark der alten Bernsteinmanufaktur verstaatlicht. Die Danziger Betriebsstätten waren an Polen gefallen. Das  Kombinat wurde allerdings erst im Jahre 1947 als Kombinat Nr. 9 gegründet. Der Tagebau wurde in den Leningrader Staatskonzern Russkie Samotsvety eingegliedert.  Überlegungen, die Manufaktur am alten Ort (in Königsberg/Kaliningrad) wieder zu errichten, wurden verworfen. Stattdessen entschied man sich für den Standort Jantarny (Palmnicken/Samland). Anfangs befanden sich Fertigungsbetriebe in Jantarny und in Primorje (einst Groß-Kuhren). 1953 wurde die Produktion von Bernsteinartikeln in Primorje eingestellt und auf Jantarny konzentriert.
Im Jahre 1993 wurde der Versuch einer Teilprivatisierung unternommen, der aber scheiterte. Zunächst wurde im Zuge der Privatisierung das Kombinat liquidiert und sein gesamter Besitz auf das neu entstandene Unternehmen Russky Yantar („Russischer Bernstein“) übertragen. Im Jahre 1996 erging ein Gerichtsbeschluss, der die Privatisierung rückgängig machte. Diese Entscheidung wiederum wurde von privaten Investoren angefochten. Eine der Folgen aus diesem Verfahren war die zeitweilig parallele formale Existenz zweier Unternehmen. Eines davon war das durch Gerichtsurteil wiederbelebte Bernsteinkombinat Nr. 9, das andere Russky Yantar.  Die unklare Rechtslage und das daraus entstandene organisatorische Chaos brachte die Bernsteinindustrie in schweres Fahrwasser und führte 2003 zur Insolvenz des Unternehmens.
Die juristisch und organisatorisch verzwickte Lage der Bernsteinindustrie änderte sich im Jahre 2004. Im Zuge einer durch die Insolvenz hervorgerufenen grundlegenden Reorganisation, in deren Rahmen unproduktive Betriebsteile geschlossen und der Personalstamm von 1.350 auf 800 Beschäftigte reduziert wurde, kam es zu einer Teilung des Kombinats in zwei Unternehmen: eines, das Bernstein fördert und ein weiteres, das Bernstein verarbeitet. Beide Unternehmen erhielten die Rechtsform der „offenen Aktiengesellschaft“. Das für den Abbau zuständige Unternehmen Russky Yantar wurde mit einem Grundkapital von ca. 38 Millionen Rubel ausgestattet und ist seit dem 30. Juni 2006 registriert, das für die Bernsteinbearbeitung zuständige Unternehmen wurde mit rund 235 Millionen Rubel kapitalisiert und firmiert seit dem 15. September 2004 (Tag der Registrierung) als Yantarny Yuvelirprom (so viel wie „Bernsteinbearbeitung Jantarny“). Die Auktion, in der Unternehmensanteile zum Kauf angeboten wurden, verlief nicht zufriedenstellend. Fehlende, für die Sanierung der Unternehmen erforderliche Finanzmittel wurden in der Folgezeit in Form von Privatkapital und staatlichen Zuschüssen eingeworben. Diese Organisationsstruktur ist im Kern seither unverändert geblieben.
Seit einer im Jahre 2014 erfolgten Reorganisation des Kombinats ist die staatliche russische Körperschaft Rostec alleinige Aktionärin.

## Bergbauliche Bernsteinförderung

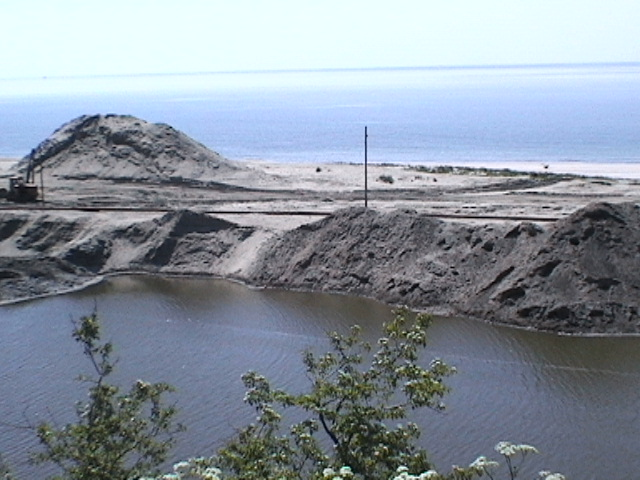
Bernsteinabbau bei Jantarny

Abgebaut wird die bernsteinhaltige Blaue Erde im Tagebau. Hierzu wird zunächst die stellenweise mehr als fünfzig Meter mächtige Deckschicht über der Blauen Erde abgetragen. Die letzten Meter der Deckschicht oberhalb der Blauen Erde enthalten zumeist schon ansehnliche Bernsteinmengen. Die bergbauliche Förderung setzte indes erst mit dem Erreichen der Blauen Erde ein, die unter hohem Wasserdruck in eine trübe Schlammmasse verwandelt und über ein Leitungssystem auf Siebe geleitet wird, in denen der Bernstein, entsprechend der Maschenweite der Siebe nach Größe vorsortiert, hängen bleibt und aussortiert wird. Die Waschwässer und Trüben werden über eine Rohrleitung in die Ostsee abgeleitet. Darin enthaltene Bernsteinreste werden von den Bewohnern des Gebietes mit Netzen abgefischt.
Dieser Prozess von der Bernsteinförderung im Tagebau bis hin zur Auslese und Reinigung der Stücke hat sich in seinen Grundzügen seit Beginn der Bernsteinförderung im Tagebau Anfang des 20. Jahrhunderts nicht geändert, abgesehen davon, dass heute fast alle Arbeitsgänge mechanisiert sind.

## Die Anfänge
Nach Ende des Zweiten Weltkrieges stand die Grube des Tagebaus in der Nähe von Jantarny (früher Palmnicken), in dem bis 1945 die Staatliche Bernstein-Manufaktur Königsberg Bernstein förderte, unter Wasser. Das zumeist aus den Anfangsjahren des 19. Jahrhunderts stammende Equipment der einstigen Bernsteinförderung war zwar in Teilen noch vorhanden, jedoch überwiegend in hohem Maße reparaturbedürftig. Die Bernsteinförderung und -verarbeitung wurde im zuständigen Ministerium und im Kreml aber als ein Erfolg versprechender Wirtschaftszweige in der Oblast Kaliningrad angesehen, so dass trotz der äußerst schwierigen Rahmenbedingungen in den Nachkriegsjahren Finanzmittel für die Trockenlegung der Grube und die Wiederherstellung des Maschinenparks bereitgestellt wurden und die Bernsteinförderung im Juli 1948 schließlich wieder aufgenommen werden konnte. In diesem ersten Rumpfjahr waren es rund 115 Tonnen Bernstein, die gefördert wurden; in den 1950er Jahren lag die jährliche Fördermenge zwischen 135 und 302 Tonnen. In den ersten Jahren wurden überwiegend vor Ort internierte Kriegsgefangene und Häftlinge im Abbau beschäftigt.
Schon vor der Gründung des Kombinats entstanden aus den geringen verbliebenen Lagerbeständen an Rohbernstein der einstigen Staatlichen Bernstein-Manufaktur in heimischen Kleinbetrieben Bernsteinartikel. Überwiegend handelte es sich dabei um Manschettenknöpfe, Broschen, Armbänder, Krawattennadeln und Souvenirs. Diese und ähnliche Artikel wurden dann auch wenig später in der Manufaktur in Jantarny in zumeist großer Serie produziert. Geradezu legendär wurde die Brosche mit der Bezeichnung „Spinne“, von der im Verlaufe mehrerer Jahrzehnte mehr als eine Million Exemplare entstanden. Für die Herstellung von Bernsteinartikeln wegen seiner Größe oder Beschaffenheit ungeeigneter Bernstein wurde entweder zu Pressbernstein verarbeitet oder in der Schmelzanlage des Kombinats in seine chemischen Bestandteile zerlegt: Bernsteinöl, Bernsteinsäure und Kolophonium (zur Lackherstellung).

## Das Kombinat in der Zeit von 1960 bis 1990

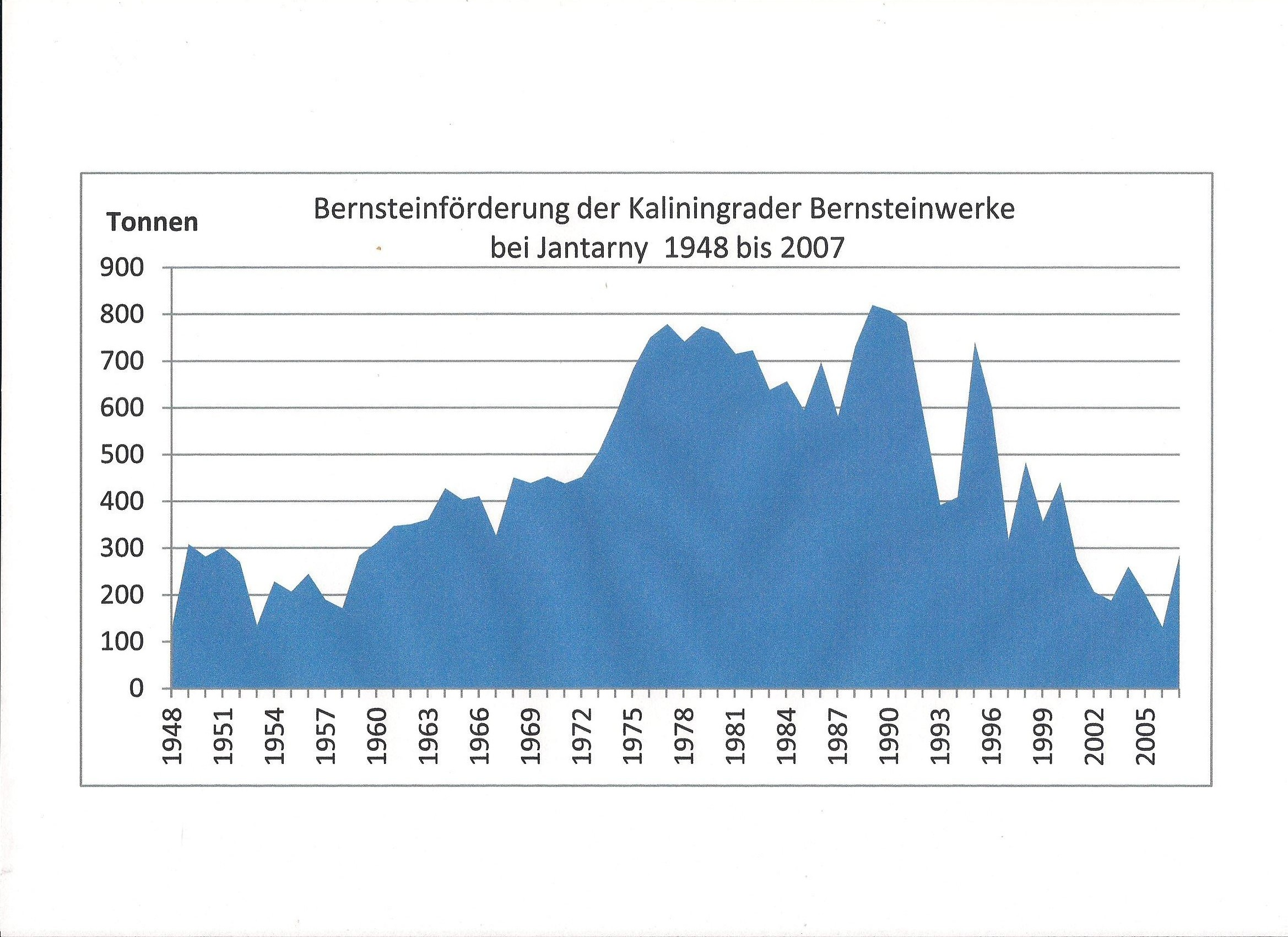
Bernsteinförderung 1948 bis 2007

Ein zunehmend maroder werdender Maschinenpark, schwere Hangabstürze im Tagebau bei Jantarny und ein Festhalten an der Produktion von Bernsteinartikeln, die nicht immer dem Zeitgeschmack potenzieller Kunden entsprachen, führten das Unternehmen Ende der 1950er Jahre in eine schwere Krise. In dieser Zeit kam es zu mehreren, anfangs wenig erfolgreichen Reorganisationsversuchen. Infolge der Hangstürze im Tagebau Primorskoje wurde die Bernsteinförderung technisch völlig neu organisiert. Die Eröffnung eines neuen Tagebaus wurde für das Jahr 1963 angestrebt; der Tagebau wurde aber erst 1976 in Betrieb genommen und brachte dann auch nicht die erhofften Erträge, so dass auch die alte Grube weiter ausgebeutet wurde. Der im Jahre 1978 zusätzlich angelegte Tagebau direkt in der Küste zwischen Sinjawino und Jantarny  erwies sich als sehr ergiebig und konnte deutlich kostengünstiger betrieben werden.  Während dieser Zeit wurden jährlich zwischen 500 und 800 Tonnen Bernstein gefördert. Im Jahre 1990 waren es 808 Tonnen. Zu dem Zeitpunkt waren im Bernsteinkombinat mehr als 2000 Personen beschäftigt, womit das Kombinat eines der größten Wirtschaftsunternehmen in der Oblast Kaliningrad war und auch heute noch ist. Zeitweilig erbrachte das Kombinat bis zu 10 % der Wirtschaftsleistung der gesamten Region Kaliningrad.
Rohbernstein sowie Halbfertig- und Fertigprodukte wurden in nicht unerheblichem Umfang exportiert. Zumeist kamen die Abnehmer aus den sowjetischen Republiken. Aber auch aus arabischen Staaten (Gebetsketten) und aus West- und Mitteleuropa sowie Nordamerika entwickelte sich eine rege Nachfrage. Hierzu dürfte auch die zunehmende Präsenz des Bernsteinkombinats und seiner Produkte auf internationalen Messen und Ausstellungen beigetragen haben. Diese zunehmende Internationalisierung des Auftritts und des Handels hatte auch einen positiven Einfluss auf die Gestaltung der Bernsteinartikel, die nun mehr der jeweiligen Mode und dem Zeitgeschmack entsprachen.

## Entwicklung ab 1990

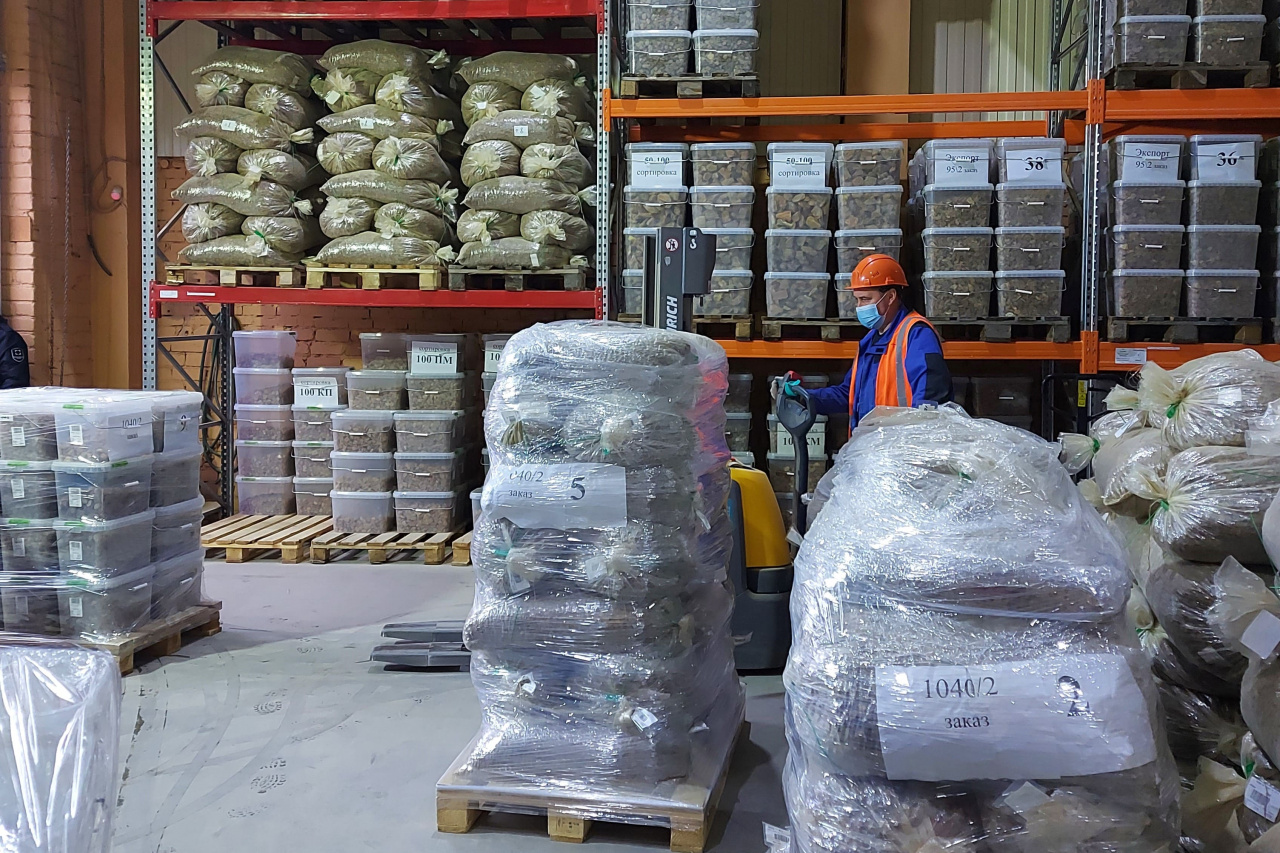
Lager für Rohbernstein im Bernsteinkombinat

Mit dem Zerfall der Sowjetunion Ende der 1980er Jahre und ihrer formellen Auflösung im Jahre 1991 geriet die Bernsteinindustrie, wie viele andere Wirtschaftszweige auch, in eine schwere Krise. Insbesondere machte sich der Fortfall traditioneller Absatzmärkte in verschiedenen der ehemaligen sowjetischen Republiken bemerkbar.
Anfang der 1990er Jahre fiel die Produktion (Bernsteinförderung und Bernsteinartikel) dramatisch. Die Zahl der Mitarbeiter ging erheblich zurück, Löhne wurden reduziert und überdies mitunter monatelang nicht ausgezahlt. Die Lager waren voller Bernstein und Bernsteinartikel, für die sich keine Kunden fanden. Ende der 1990er Jahre waren rund 2.000 Tonnen Rohbernstein eingelagert. Das Bernsteinwerk wurde unrentabel und in einigen Bereichen (u. a. Lackherstellung) wurde die Produktion eingestellt.
Im Jahre 1992 fiel überdies das Monopol des Kombinats auf Bernsteinförderung. In der Folge wurde mehr als 300 Privatpersonen Sammellizenzen erteilt. Außerdem nahm die bis heute (2014) ein Problem darstellende illegal Bernsteinförderung erhebliche Ausmaße an. Mitte der 1990er Jahre waren in der Kaliningrader Oblast mehr als 200 meist sehr kleine Unternehmen registriert, die sich mit der Förderung und Verarbeitung von Bernstein beschäftigten. Deren Produkte entsprachen zumeist auch mehr dem Geschmack in- und ausländischer Kunden als die des Kombinats. Das Bernsteinkombinat schrumpfte dadurch in den 1990er Jahren praktisch auf die Rolle eines Zulieferers von Rohbernstein, der hauptsächlich nach Litauen und Lettland exportiert wurde.
In diese Phase fiel auch die schon erwähnte gescheiterte Privatisierung, die weitere Einkommens- und Substanzverluste für das Kombinat mit sich brachte.
Im Jahre 1998 wurde ein staatliches Programm aufgelegt, mit dem die Krise der Bernsteinindustrie beendet werden sollte. Zu dieser Zeit wurde auch die Entscheidung zur Rekonstruktion des im Zweiten Weltkrieg verschollenen Bernsteinzimmers im Katharinenpalast von Zarskoje Selo getroffen. Das Kombinat lieferte den größten Teil der hierzu benötigten erheblichen Menge hochwertigen Bernsteins. Doch auch dieses Programm brachte nicht die Wende. Vielmehr kam es zu der bereits erwähnten Insolvenz im Jahre 2003.
Ende 2006 verabschiedete die Regierung der Kaliningrader Oblast ein bis 2011 reichendes Programm zur Entwicklung der Bernsteinindustrie in der Oblast. In diesen Jahren wurden parallel rund 400 verschiedene Bernsteinartikel hergestellt, bis zu 150 Artikel werden jährlich in das Produktionsprogramm aufgenommen bzw. deren Erscheinungsbild überarbeitet. Im Jahre 2010 belief sich die Bernsteinförderung nur noch auf 341 Tonnen. In der Folgezeit verharrte die Förderung auf diesem aus historischer Sicht niedrigen Niveau (2013 – ca. 300 Tonnen; 2014 – ca. 250 Tonnen; 2015 – ca. 313 Tonnen); allerdings blieb der größte Teil des Rohbernsteins zur Weiterverarbeitung in der Region.
Die Schwierigkeiten, das Unternehmen dauerhaft rentabel zu betreiben, halten bis heute (Ende 2016) an. Mitte 2013 wurde die staatliche Unternehmensgruppe Rostechnologii damit beauftragt, einen Plan zur Gesundung des sich in einer Dauerkrise befindlichen Bernsteinkombinats auszuarbeiten. Anfang 2014 wurde damit begonnen, die Lagerstätte Sinjawino direkt am Strand erneut für die Dauer eines Jahres zu erschließen. Innerhalb dieses einen Jahres sollen dort rund 100 Tonnen Bernstein gefördert werden.
Im Kaliningrader Bernsteinmuseum ist ein Teil der Dauerausstellung dem Kaliningrader Bernsteinkombinat gewidmet.